# Elophos intermedia
Elophos intermedia är en fjärilsart som beskrevs av Kautz 1930. Elophos intermedia ingår i släktet Elophos och familjen mätare. Inga underarter finns listade i Catalogue of Life.